# Антані Іванов
Антані Іванов (17 липня 1999) — болгарський плавець. Учасник Чемпіонату світу з водних видів спорту 2017 на дистанціях 50 метрів батерфляєм, 100 метрів батерфляєм і 200 метрів батерфляєм. Посів, відповідно, 38-ме місце на 50 м, 41-ше на 100 м і 8-ме на 200 м, встановивши національний рекорд 1:55.55 у попередніх запливах. 
Кваліфікувався на літні Олімпійські ігри 2020 на дистанції 200 м батерфляєм.